# توم جونستون (سياسي)
توم جونستون (بالإنجليزية: Tom Johnston)‏ هو صحفي وسياسي بريطاني (وحمل سابقاً جنسية المملكة المتحدة لبريطانيا العظمى وأيرلندا)، ولد في 2 نوفمبر 1881 في المملكة المتحدة، وتوفي في 5 سبتمبر 1965 في المملكة المتحدة. حزبياً، نشط في حزب العمال.

## مناصب
- في الانتخابات العامة في المملكة المتحدة 1922 [الإنجليزية]‏، انتخب عضو برلمان المملكة المتحدة الـ32 عن دائرة West Stirlingshire (UK Parliament constituency) [الإنجليزية]‏ (15 نوفمبر 1922 – 16 نوفمبر 1923).
- في الانتخابات العامة في المملكة المتحدة 1923 [الإنجليزية]‏، انتخب عضو برلمان المملكة المتحدة الـ33 عن دائرة West Stirlingshire (UK Parliament constituency) [الإنجليزية]‏ (6 ديسمبر 1923 – 9 أكتوبر 1924).
- في الانتخابات الفرعية في مجلس العموم البريطاني [الإنجليزية]‏، انتخب عضو برلمان المملكة المتحدة الـ34 عن دائرة Dundee (UK Parliament constituency) [الإنجليزية]‏ (22 ديسمبر 1924 – 10 مايو 1929).
- في الانتخابات العامة في المملكة المتحدة 1929 [الإنجليزية]‏، انتخب عضو برلمان المملكة المتحدة الـ35 عن دائرة West Stirlingshire (UK Parliament constituency) [الإنجليزية]‏ (30 مايو 1929 – 7 أكتوبر 1931).
- في الانتخابات العامة في المملكة المتحدة 1935 [الإنجليزية]‏، انتخب عضو برلمان المملكة المتحدة الـ37 عن دائرة West Stirlingshire (UK Parliament constituency) [الإنجليزية]‏ (14 نوفمبر 1935 – 15 يونيو 1945).
- انتخب اللورد أمين الختم الكنيف [الإنجليزية]‏ (24 مارس 1931 – 24 أغسطس 1931).
- انتخب وزير الدولة لشؤون اسكتلندا [الإنجليزية]‏ (8 فبراير 1941 – 23 مايو 1945).

## روابط خارجية
- توم جونستون على موقع الموسوعة البريطانية (الإنجليزية)